# ISO 3166-2:MM
ISO 3166-2:MM — стандарт Международной организации по стандартизации, который определяет геокоды. Является подмножеством стандарта ISO 3166-2, относящимся к Мьянме. Стандарт охватывает 7 округов и 7 штатов Мьянмы. Каждый геокод состоит из двух частей: кода Alpha2 по стандарту ISO 3166-1 для Мьянмы — MM и дополнительного кода, записанных через дефис. Дополнительный код образован двухсимвольным числом. Геокоды округов и штатов Мьянмы являются подмножеством кодов домена верхнего уровня — MM, присвоенного Мьянме в соответствии со стандартами ISO 3166-1.

## Геокоды Мьянмы
Геокоды 7 округов и 7 штатов административно-территориального деления Мьянмы.
| Геокод | Административная единица | Статус |
| ------ | ------------------------ | ------ |
| MM-07  | Иравади                  | округ  |
| MM-02  | Пегу                     | округ  |
| MM-03  | Магуэ                    | округ  |
| MM-04  | Мандалай                 | округ  |
| MM-01  | Сикайн                   | округ  |
| MM-05  | Танинтайи                | округ  |
| MM-06  | Янгон                    | округ  |
| MM-14  | Чин                      | штат   |
| MM-11  | Качин                    | штат   |
| MM-12  | Кая                      | штат   |
| MM-13  | Карен                    | штат   |
| MM-15  | Мон                      | штат   |
| MM-16  | Ракхайн                  | штат   |
| MM-17  | Шан                      | штат   |

## Геокоды пограничных Мьянме государств
- Индия — ISO 3166-2:IN (на западе),
- Бангладеш — ISO 3166-2:BD (на западе),
- Китай — ISO 3166-2:CN (на северо- востоке),
- Лаос — ISO 3166-2:LA (на востоке),
- Таиланд — ISO 3166-2:TH (на юго- востоке).